# Philippe Hengen
Philippe Hengen (* 9. Februar 1988) ist ein luxemburgischer Badmintonspieler.

## Karriere
2004 siegte Philippe Hengen im  Alter von 16 Jahren erstmals bei luxemburgischen Einzelmeisterschaften, als er das Herrendoppel mit Mathieu Serebriakoff siegreich gestalten konnte. 2006 gewann er alle möglichen Einzeltitel bei den Erwachsenen und den Junioren in Luxemburg, sechs an der Zahl. 2007 qualifizierte er sich für die Junioreneuropameisterschaften. Sowohl 2007 als auch 2008 holte er sich erneut alle drei Titel bei den luxemburgischen Einzelmeisterschaften. 2009 gab er den Einzeltitel an Ben Speltz ab. Auch 2010 konnte er Speltz nicht bezwingen, und im gemeinsamen Doppel kam das Aus schon im Halbfinale. Philippe Hengen spielte in Deutschland für TuS Wiebelskirchen und BV Gifhorn.

## Sportliche Erfolge
| Saison | Veranstaltung                      | Disziplin    | Platz | Name                                   |
| ------ | ---------------------------------- | ------------ | ----- | -------------------------------------- |
| 2004   | Luxemburg: Einzelmeisterschaften   | Herrendoppel | 1     | Mathieu Serebriakoff / Philippe Hengen |
| 2005   | Luxemburg: Einzelmeisterschaften   | Mixed        | 1     | Philippe Hengen / Claudine Barnig      |
| 2006   | Luxemburg: Juniorenmeisterschaften | Mixed        | 1     | Philippe Hengen / Dominique Schummer   |
| 2006   | Luxemburg: Juniorenmeisterschaften | Herreneinzel | 1     | Philippe Hengen                        |
| 2006   | Luxemburg: Juniorenmeisterschaften | Herrendoppel | 1     | Philippe Hengen / Ben Speltz           |
| 2006   | Luxemburg: Einzelmeisterschaften   | Mixed        | 1     | Philippe Hengen / Claudine Barnig      |
| 2006   | Luxemburg: Einzelmeisterschaften   | Herreneinzel | 1     | Philippe Hengen                        |
| 2006   | Luxemburg: Einzelmeisterschaften   | Herrendoppel | 1     | Yves Olinger / Philippe Hengen         |
| 2007   | Luxemburg: Einzelmeisterschaften   | Mixed        | 1     | Philippe Hengen / Claudine Barnig      |
| 2007   | Luxemburg: Einzelmeisterschaften   | Herreneinzel | 1     | Philippe Hengen                        |
| 2007   | Luxemburg: Einzelmeisterschaften   | Herrendoppel | 1     | Yves Olinger / Philippe Hengen         |
| 2008   | Luxemburg: Einzelmeisterschaften   | Herreneinzel | 1     | Philippe Hengen                        |
| 2008   | Luxemburg: Einzelmeisterschaften   | Herrendoppel | 1     | Ben Speltz / Philippe Hengen           |
| 2008   | Luxemburg: Einzelmeisterschaften   | Mixed        | 1     | Philippe Hengen / Claudine Barnig      |
| 2009   | Luxemburg: Einzelmeisterschaften   | Herreneinzel | 2     | Philippe Hengen                        |
| 2009   | Luxemburg: Einzelmeisterschaften   | Herrendoppel | 1     | Ben Speltz / Philippe Hengen           |
| 2009   | Luxemburg: Einzelmeisterschaften   | Mixed        | 1     | Philippe Hengen / Claudine Barnig      |
| 2010   | Luxemburg: Einzelmeisterschaften   | Herreneinzel | 2     | Philippe Hengen                        |
| 2010   | Luxemburg: Einzelmeisterschaften   | Herrendoppel | 3     | Ben Speltz / Philippe Hengen           |
| 2010   | Luxemburg: Einzelmeisterschaften   | Mixed        | 1     | Philippe Hengen / Claudine Barnig      |